# Guido Versavel
Guido Versavel is een hoofdpersonage uit de boeken van Pieter Aspe.
Versavel is in de eerste verhalen brigadier bij de lokale politie van Brugge. In de eerste verhalen draagt hij steevast een uniform. Vanaf de boeken "Blauw bloed" en "Dood tij" wordt hij tot inspecteur bevorderd.

## Achtergrond, familie en relaties
In het boek "De kinderen van Chronos" wordt Versavel omschreven als 56 jaar oud. Op basis van het jaar waarin dit boek is uitgegeven, zou Versavel dus in 1940 of 1941 geboren zijn.
De ouders van Guido Versavel zijn gescheiden. Zijn vader betaalde nooit alimentatie, en dus moest zijn moeder opdraaien voor alle kosten, het huishouden en de opvoeding van de kinderen. Versavel had graag een universitaire opleiding gevolg, maar er was thuis amper geld om kranten te kopen. Omwille van hun armoedige situatie moest Versavels moeder als stikster in een textielfabriek aan de slag. In "Dood tij" ontdekken we dat Versavel van zijn vader voor de minste futiliteit met de broeksriem een pak slaag kreeg.
In het boek "De Midasmoorden" (1996) blijken Van In en Versavel al acht jaar samenwerken. Dit betekent dat ze al van rond 1986 voor de lokale politie werken.
Mogelijk is Versavel lid van de loge en is hij dus een vrijmetselaar. Hij kent namelijk de geheime handdruk die de leden aan elkaar geven. Er is ook een duidelijk onderling begrip tussen hemzelf en bevestigde leden van de loge, zoals procureur Beekman.
In 1968 werd Versavel door een oom ("Oom Seppe") ingewijd in de mannenliefde. Volgens het boek "Dood tij" gebeurde dat nogal hardhandig. Versavel moet hieraan terugdenken wanneer Van In en hij een verkrachtingszaak behandelen.
Versavel heeft, in de loop van verschillende boeken, drie bekende relaties gehad. Een daarvan was een losse flirt met een Duitser die met het hiv besmet was. Of Versavel al dan niet besmet was geraakt, was een van de spannendste verhaallijnen in het boek. Daarnaast heeft Guido Versavel ook een relatie gehad met Frank, een jongere man, die in het boek "Zonder spijt" vermoord werd. Sinds het boek "Alibi" heeft Versavel een relatie met Luk, een grimeur. In het boek "Import" werd er een tumor bij hem vastgesteld.

## Karakter
Versavel is de tegenpool van Van In. Hij is een ware fitnessfreak, homoseksueel en is dol op alles wat met cultuur te maken heeft. Hoewel ook Van In een brede kennis heeft, moet de commissaris zich vaak gewonnen geven als het op Versavels cultuurkennis aankomt.
Versavels geaardheid zorgt voor de nodige (humoristische) spanning tussen hem en Pieter Van In. Hoewel de relatie tussen Van In en Versavel louter vriendschappelijk is, wordt het soms duidelijk dat Versavel enorm veel om zijn vriend geeft. Hij en Pieter zijn twee handen op één buik en met Hannelore kan hij het ook heel goed vinden. Hij is tevens de "oom" van Simon en Saartje. 
Versavel is een fervent lezer en droomt ervan ooit zelf een beroemde auteur te worden. Hij werkt al verscheidene jaren aan een roman, maar een uitgever heeft hij nog niet gevonden.
Versavel heeft het moeilijk met de aanwezigheid van Carine Neels bij de Bijzondere Recherche, omdat deze jonge rechercheur een zwak heeft voor Van In en hem soms probeert te verleiden.
Hoewel hij steeds op zijn hoede is om Van In te behoeden voor het rijden van een scheve schaats, heeft Versavel zich één keer laten gaan. In het boek "Op Drift" bedriegt hij Luk met een onbekende homoseksueel in een drugscafé, tijdens een undercoveroperatie. Versavel worstelt met zijn geweten, maar Van In overtuigt hem om het niet op te biechten aan Luk.

## Uiterlijk
Met zijn snor en uniform is Versavel de stereotiepe flik die iedereen wel kent. Hij is breed gebouwd en steeds gladgeschoren. In de eerste boeken draagt hij een uniform, maar later verdwijnt dit beeld. Wanneer hij geen uniform draagt is hij wel piekfijn gekleed.

## Televisieserie
In de televisieserie is het karakter van Versavel minder scherp. Hij is een brave, zachte man die met alle collega's overeenkomt en hij heeft een standvastige relatie met zijn vriend Frank. Zijn vrije tijd spendeert hij niet aan fitnessen of schrijven, maar vooral aan het (leren) vliegen met een sportvliegtuig. Reeds na enkele seizoenen verlaat Versavel het team, nadat hij er getuige van is hoe zijn vriend Frank bij een gijzelingsactie het leven laat. Hij besluit voor een tijdje vrijwilligerswerk te gaan doen in Afrika, waardoor Van In een nieuwe politiepartner krijgt. In de laatste vier afleveringen van de serie keert hij weer terug en wordt het originele duo in ere hersteld. Guido werd gespeeld door Lucas Van den Eynde.